# EID-Karte

Muster einer eID-Karte

Die eID-Karte ist eine Chipkarte für nicht-deutsche Staatsangehörige eines Mitgliedstaats der Europäischen Union (EU) oder eines Vertragsstaats des Abkommens über den Europäischen Wirtschaftsraum (EWR) mit Funktion zum elektronischen Identitätsnachweis, die für deutsche digitale Verwaltungsleistungen (E-Government-Dienstleistungen) genutzt werden kann. Vor Einführung der eID-Karte am 1. Januar 2021 stand die für die Nutzung von Dienstleistungen nach dem Onlinezugangsgesetz erforderliche Online-Funktion nur im Inland lebenden Bundesbürgern und Inhabern elektronischer Aufenthaltstitel (eAT) zu. 
Die eID-Karte mit dem Online-Ausweis ist für digitale Dienstleistungen bestimmt. Sie ersetzt nicht den anerkannten und gültigen ausländischen Reisepass oder Personalausweis für die Identifizierung, beispielsweise auf Reisen. Die eID-Karte kann daher nicht als hoheitliches Reisedokument verwendet werden.

## Ausstellung der eID-Karte
Der Erwerb der eID-Karte für 37 Euro ist freiwillig und ab 16 Jahren möglich. Der elektronische Identitätsnachweis erfolgt durch Übermittlung von Daten aus dem Chip der eID-Karte. Dies geschieht, indem der Karteninhaber seine eID-Karte auf ein Lesegerät, etwa ein NFC-fähiges Smartphone, auflegt und auf Aufforderung seine persönliche Geheimnummer (PIN) eingibt.
Der Karteninhaber kann die eID-Karte dazu nutzen, seine Identität gegenüber öffentlichen und nichtöffentlichen Stellen elektronisch nachzuweisen. Dies kann im Internet oder vor Ort unter Anwesenden geschehen. Die eID-Karte ist in dieser Hinsicht dem deutschen Personalausweis mit eID-Funktion vergleichbar.
Die eID-Karte wird von einer von den Ländern zu bestimmenden Behörde („eID-Karte-Behörde“), in deren Bezirk der Antragsteller für seine Wohnung, bei mehreren Wohnungen für seine Hauptwohnung, meldepflichtig ist, mit einer Gültigkeitsdauer von zehn Jahren ausgestellt. Eine Verlängerung der Gültigkeitsdauer ist nicht möglich. Im Ausland stellen seit dem 1. November 2021 die deutschen Auslandsvertretungen eID-Karten aus.

## Daten auf der eID-Karte
Auf dem Chip der eID-Karte werden folgende Daten gespeichert (§ 4 Abs. 4 eIDKG):
1. Familienname und Geburtsname,
2. Vornamen,
3. Doktorgrad,
4. Tag und Ort der Geburt,
5. Anschrift; hat der Karteninhaber keine Wohnung in Deutschland, kann die Angabe „keine Wohnung in Deutschland“ eingetragen werden,
6. Staatsangehörigkeit,
7. Ordensname, Künstlername,
8. Dokumentenart und
9. letzter Tag der Gültigkeitsdauer.

Auf Verlangen des Karteninhabers hat die eID-Karte-Behörde ihm Einsicht in die im Chip gespeicherten auslesbaren Daten zu gewähren (§ 10 eIDKG).

## Pflichten des Karteninhabers
Der Karteninhaber ist nach § 20 eIDKG verpflichtet, der eID-Karte-Behörde unverzüglich
1. die eID-Karte vorzulegen, wenn eine Eintragung unrichtig ist,
2. die alte eID-Karte beim Empfang einer neuen eID-Karte abzugeben sowie
3. den Verlust der eID-Karte und ihr Wiederauffinden anzuzeigen.

Der Karteninhaber hat zumutbare Maßnahmen zu treffen, damit keine andere Person Kenntnis von der Geheimnummer erlangt. Wenn sie bekannt wird, soll er diese unverzüglich ändern oder die Funktion des elektronischen Identitätsnachweises sperren lassen. Der Karteninhaber soll durch technische und organisatorische Maßnahmen gewährleisten, dass der elektronische Identitätsnachweis nur in einer Umgebung eingesetzt wird, die nach dem jeweiligen Stand der Technik als sicher anzusehen ist.

## Einziehung und Sicherstellung
Eine ungültige eID-Karte kann eingezogen werden. Sie ist ungültig, wenn nötige Eintragungen fehlen oder unzutreffend sind oder die Gültigkeitsdauer abgelaufen ist. Eine eID-Karte kann sichergestellt werden, wenn eine Person sie unberechtigt besitzt oder Tatsachen die Annahme rechtfertigen, dass die eID-Karte ungültig ist.

## Ordnungswidrigkeiten
Ordnungswidrig handelt, wer bei der Beantragung der Karte falsche Angaben macht, wer die Karte eines anderen für einen elektronischen Identitätsnachweis nutzt oder wer den Verlust und das Wiederauffinden der Karte nicht oder nicht rechtzeitig mitteilt. Die Ordnungswidrigkeit kann mit einer Geldbuße zu 3.000 Euro geahndet werden, bei Verwendung der Karte eines anderen bis zu 30.000 Euro.